# Томас Сеговия
Томас Сеговия (на испански: Tomás Segovia) е мексикански поет и писател.

## Биография
Роден е на 21 май 1927 г. във Валенсия (Испания). Учи във Франция и Мароко. Семейството му емигрира в Мексико по време на Испанската гражданска война. Там следва философия и литература в Националния автономен университет на Мексико и се обучава за учител по френски език. Получава стипендия „Гугенхайм“ през 1950 г. В периода 1948 – 1954 г. работи като професор във Френския институт за латиноамериканска Америка и също в Alliance Française.
Умира на 7 ноември 2011 г. в Мексико.